# Праздники Сербии
Список праздников, которые отмечают в Сербии.

## Государственные праздники
| Государственные праздники |                                       |                                    |                  |                  |                                                                       |  |
| Дата                      | Название                              | Местное название                   | Дата в 2017 году | Дата в 2018 году | Ремарки                                                               |  |
| 1 января                  | Новый год                             | Нова година                        | 1 января         | 1 января         |                                                                       |  |
| 2 января                  | Новый год                             | Нова година                        | 2 января         | 2 января         |                                                                       |  |
| 7 января                  | Рождество Христово                    | Божић                              | 7 января         | 7 января         |                                                                       |  |
| 15 февраля                | День государственности                | Дан државности Србије              | 15 февраля       | 15 февраля       | Годовщина Первого сербского восстания и принятия сербской конституции |  |
| 16 февраля                | День государственности                | Дан државности Србије              | 16 февраля       | 16 февраля       | Годовщина Первого сербского восстания и принятия сербской конституции |  |
| переходящий               | Великая пятница                       | Велики петак                       | 14 апреля        | 6 апреля         |                                                                       |  |
| переходящий               | Пасха                                 | Васкрс                             | 16 апреля        | 8 апреля         |                                                                       |  |
| переходящий               | Поливальный понедельник               | Васкрсни понедељак                 | 17 апреля        | 9 апреля         |                                                                       |  |
| 1 мая                     | Праздник труда                        | Празник рада                       | 1 мая            | 1 мая            |                                                                       |  |
| 2 мая                     | Праздник труда                        | Празник рада                       | 2 мая            | 2 мая            |                                                                       |  |
| 11 ноября                 | День перемирия в Первой мировой войне | Дан примирја у Првом светском рату | 11 ноября        | 11 ноября        |                                                                       |  |

## Религиозные праздники
Праздники, почитаемые мусульманами, христианами и иудаистами, которые отмечаются в Сербии, но не входят в состав государственных.
| Религиозные праздники   |               |                   |                  |                  |                                                         |
| Христианские праздники  |               |                   |                  |                  |                                                         |
| Дата                    | Название      | Местное название  | Дата в 2017 году | Дата в 2018 году | Ремарки                                                 |
| 25 декабря              | Рождество     | Божић             | 25 декабря       | 25 декабря       |                                                         |
| Празднуют католики      |               |                   |                  |                  |                                                         |
| Дата                    | Название      | Местное название  | Дата в 2017 году | Дата в 2018 году | Ремарки                                                 |
| изменяется              | Слава         | Крсна слава       | varies           | varies           | Православный обычай, празднование дня семейного святого |
| Мусульманские праздники |               |                   |                  |                  |                                                         |
| Дата                    | Название      | Местное название  | Дата в 2017 году | Дата в 2018 году | Ремарки                                                 |
| 1 Шавваль               | Ураза-байрам  | Рамазански Бајрам | 25 июня          | 15 июня          | Конец рамадана                                          |
| 10 Зульхиджа            | Курбан-байрам | Курбански Бајрам  | 1 сентября       | 22 августа       |                                                         |
| Иудаистские праздники   |               |                   |                  |                  |                                                         |
| Дата                    | Название      | Местное название  | Дата в 2017 году | Дата в 2018 году | Ремарки                                                 |
| 10 Тишрей               | Йом-Кипур     | Јом Кипур         | 30 сентября      | 19 сентября      |                                                         |

## «Рабочие» праздники
Здесь представлены праздники, которые установлены в законодательстве как рабочие дни, но которые почитаются народом.
| «Рабочие» праздники |                                                        |                                                     |                                                                                  |
| Дата                | Название                                               | Местное название                                    | Примечания                                                                       |
| 27 января           | День святого Саввы                                     | Савиндан                                            |                                                                                  |
| 22 апреля           | День памяти жертв Холокоста                            | Дан сећања на жртве холокауста                      |                                                                                  |
| 9 мая               | День Победы                                            | Дан победе                                          | Годовщина победы над нацистской Германией, празднование мира и единства в Европе |
| 24 мая              | День святых Кирилла и Мефодия                          | Дан Ћирила и Методија                               |                                                                                  |
| 28 июня             | Видовдан                                               | Видовдан                                            | По юлианскому календарю, день памяти битвы на Косовом поле                       |
| 15 сентября         | День сербского единства, свободы и национального флага | Дан српског јединства, слободе и националне заставе |                                                                                  |
| 21 октября          | День памяти сербских жертв Второй мировой войны        | Дан сећања на српске жртве у Другом светском рату   |                                                                                  |